# Leskovik
För andra betydelser, se Leskovik (olika betydelser).
Leskovik (albanska: Leskovik med böjningsformen Leskoviku) är en ort och kommun i Kolonjë distrikt (Korçë prefektur) i sydöstra Albanien. Orten ligger vid den albansk-grekiska gränsen. Orten hade sin största befolkning på 1910-talet då cirka 10 000 personer bodde i Leskovik. Idag har Leskovik drygt 1 500 invånare.
Leskovik fick stadsstatus på tidiga 1800-talet. Sedan 1990-talet har ortens befolkning minskat kraftigt på grund av emigration. Till befolkningens religioner hör Bektashi, ortodoxa och muslimer. Leskovik ligger cirka 1 kilometer från berget Melesin. 

## Personer från Leskovik
- Naim Frashëri, albansk skådespelare.
- Ledion Liço, albansk TV-personlighet.